# Cosmorhoe robiginata
Cosmorhoe robiginata är en fjärilsart som beskrevs av Franz Dannehl 1933. Cosmorhoe robiginata ingår i släktet Cosmorhoe och familjen mätare. Inga underarter finns listade i Catalogue of Life.